# Каменищенский сельсовет
Каменищенский сельсовет — сельское поселение в Бутурлинском районе Нижегородской области Российской Федерации.
Административный центр — село Каменищи.

## История
Статус и границы сельского поселения установлены Законом Нижегородской области от 15 июня 2004 года № 60-З «О наделении муниципальных образований - городов, рабочих посёлков и сельсоветов Нижегородской области статусом городского, сельского поселения».
Законом Нижегородской области от 03.02.2014 № 6-З, было исправлено наименование муниципального образования Каменищинский сельсовет на Каменищенский сельсовет.

## Население
| 2002  | 2010  | 2012  | 2013  | 2014  | 2015  | 2016  |
| ----- | ----- | ----- | ----- | ----- | ----- | ----- |
| 2176  | ↘1793 | ↘1779 | ↘1771 | ↘1724 | ↘1697 | ↘1696 |
| 2017  | 2018  | 2019  | 2020  |       |       |       |
| ↘1689 | ↘1681 | ↘1665 | ↘1632 |       |       |       |

## Состав сельского поселения
| № | Населённый пункт | Тип населённого пункта       | Население |
| - | ---------------- | ---------------------------- | --------- |
| 1 | Высоково         | село                         | ↘46       |
| 2 | Иржино           | село                         | ↘5        |
| 3 | Каменищи         | село, административный центр | ↘750      |
| 4 | Красная Глинка   | посёлок                      | ↘331      |
| 5 | Кремницкое       | село                         | ↘230      |
| 6 | Крутец           | село                         | ↘308      |
| 7 | Малая Андреевка  | деревня                      | ↘0        |
| 8 | Яковлево         | село                         | ↘123      |